# Tambaredjo (Suriname)
Tambaredjo is een dorp in het ressort Tijgerkreek in het district Saramacca in Suriname. Het ligt aan de Oost-Westverbinding. Tijdens de aanleg van die weg werden hier archeologische resten van een inheemse nederzetting gevonden. In de 20e eeuw zijn hier Javaanse Surinamers gevestigd.
Het dorp is vooral bekend vanwege het olieveld dat er ligt. De productie-installatie staat in Catharina Sophia en werd op 25 november 1982 commercieel in gebruik genomen.
Er bevindt zich de Openbare School (OS) Tambaredjo en het Speciaal Onderwijs en Voortgezet Speciaal Onderwijs (SO/VSO) Tambaredjo. In 1958 bouwde de Evangelische Broedergemeente Suriname hier een kerkje. Ook heeft Tambaredjo een eigen voetbalteam.
In 2014 werd het waterleidingnetwerk in dit gebied uitgebreid, waardoor 90 gezinnen en de Openbare School (OS) Tambaredjo in 2014 op leidingwater aangesloten zouden worden. Het leidingwaternetwerk was echter in 2020 nog niet voltooid.